# اریک مارتین (بازیکن فوتبال، زاده ۱۹۵۹)
اریک مارتین (انگلیسی: Éric Martin؛ زادهٔ ۲۹ اوت ۱۹۵۹) بازیکن فوتبال اهل فرانسه است که در پست هافبک بازی می‌کرد.
از باشگاه‌هایی که در آن بازی کرده‌است می‌توان به باشگاه فوتبال نانسی اشاره کرد.
وی همچنین در تیم ملی فوتبال زیر ۲۱ سال فرانسه بازی کرده‌است.